# Eduard von Anhalt

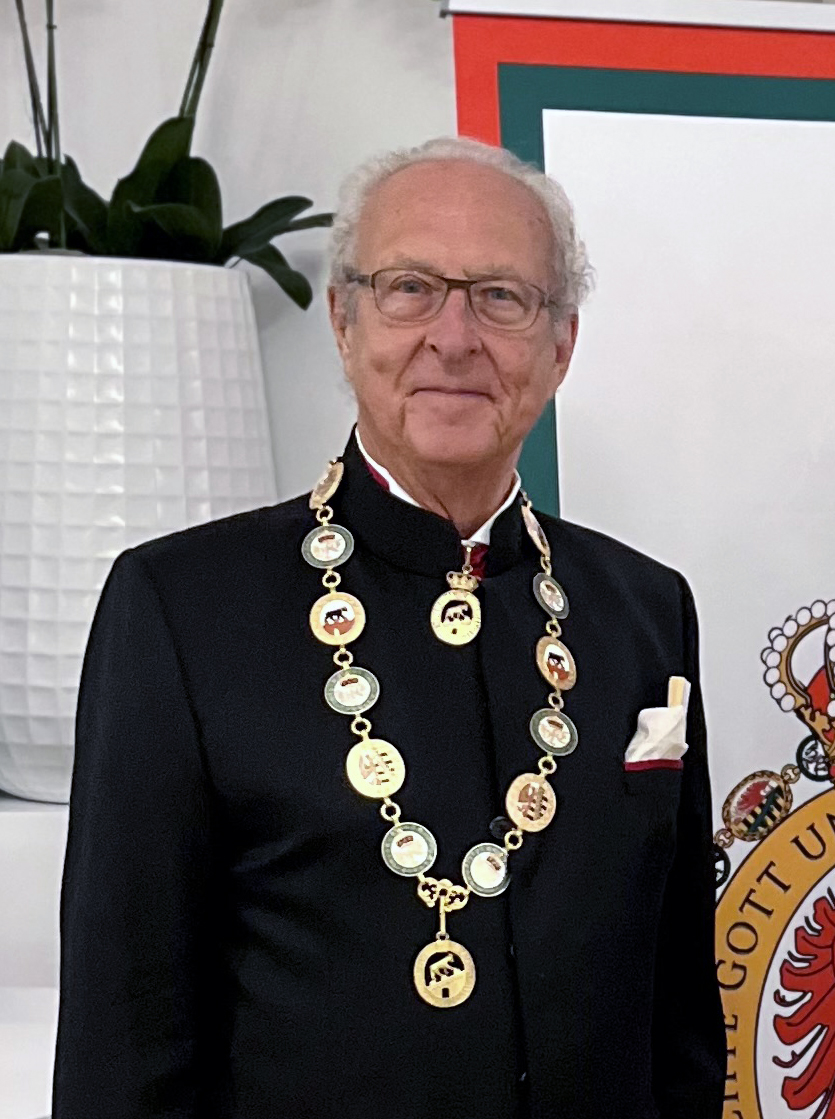
Eduard von Anhalt

Eduard Julius Ernst August Erdemann (Eduard) Prinz von Anhalt (Ballenstedt, 3 december 1941) is een Duits journalist en hoofd van het huis Anhalt. 

## Familie
Anhalt is zoon van Joachim Ernst (1901-1947), laatste hertog van Anhalt, en diens tweede echtgenote Edda Marwitz (1905-1986). Hij volgde in 1963 zijn broer Friedrich (1938-1963) die bij een auto-ongeluk omkwam, op als hoofd van het huis Anhalt. Hij trouwde in 1980 met Corinna Krönlein (1961), uit welk huwelijk drie dochters werden geboren. Hij is de enige nog levende mannelijke telg van het geslacht.

## Leven en werk
Anhalt woonde en werkte enige tijd in de Verenigde Staten maar keerde in 1967 naar Duitsland terug. Hij werd er (society)journalist en trad veelvuldig op als adeldeskundige, onder andere in het eigen televisieprogramma Adel verpflichtet.